# Одиночный пикет
Одино́чный пике́т — форма публичного мероприятия (акция протеста), проводимого одним участником. Не требует подачи предварительного уведомления властям. Вместе с тем, по состоянию на 2021 год в России существуют ограничения для одиночного пикетчика — запрет скрывать лицо (например, медицинской маской), обязанность соблюдать определённое расстояние до другого одиночного пикетчика, запрет проведения одиночных пикетов в определённых местах. Также предварительного уведомления требует одиночный пикет с использованием быстровозводимой сборно-разборной конструкции, а также с использованием звукоусиливающей аппаратуры.

## Правовая основа
В соответствии с пунктом 1.1 статьи 7 Федерального закона от 19.06.2004 N 54-ФЗ «О собраниях, митингах, демонстрациях, шествиях и пикетированиях» уведомления о пикетировании, осуществляемом одним участником, не требуется, за исключением случая, если этот участник предполагает использовать быстровозводимую сборно-разборную конструкцию.
В 2021 году Конституционный суд Российской Федерации по делу № 11957/15-01/2020 Никифоровой И. А. постановил, что многодневная серия одиночных пикетов не требует согласования.

## Расстояние между одиночными пикетами
Согласно российскому законодательству (с изменениями 2017 года), для проведения пикета одним участником подачи уведомления не требуется. Однако региональные власти могут устанавливать минимально допустимое расстояние между такими одиночными пикетчиками, но не более 50 метров. То есть, региональные власти не могут требовать от участников одиночных пикетов располагаться друг относительно друга на расстоянии свыше 50 метров, но могут разрешить располагаться ближе. Так, власти Москвы установили максимально допустимую законом величину в 50 метров между участниками одиночных пикетов. В Свердловской области минимально допустимое расстояние между одиночными пикетами — 40 метров, а в Приморском крае — 30 метров.
Федеральным законом не установлена норма «прямой видимости» (о том, что если один одиночный пикет находится на одной стороне здания, а другой — за его углом, то это допустимо), однако оговаривает, что совокупность одиночных пикетов, «объединенных единым замыслом и общей организацией, может быть признана решением суда по конкретному гражданскому, административному или уголовному делу одним публичным мероприятием». Как пояснил Конституционный суд РФ, «требование о соблюдении лицами, осуществляющими одиночное пикетирование, минимального допустимого расстояния между ними», равно как «возможность признания совокупности актов пикетирования, проводимого одним участником, объединённых единым замыслом и общей организацией» (морфология оригинала сохранена) исключительно в судебном порядке, не противоречат Конституции РФ, поскольку «направлены на воспрепятствование злоупотреблению правом не уведомлять органы публичной власти о проведении одиночного пикетирования».

## Ограничения для участника одиночного пикета
Федеральный закон распространяет (по состоянию на 2018 год) на одиночного пикетчика следующие ограничения:
- Запрет скрывать лицо;
- Запрет проводить пикет в ночное время (после 22 часов);
- Обязанность согласовывать пикет, проводимый с использованием быстровозводимой сборно-разборной конструкции;
- Запрет проводить пикет на территории, примыкающей к резиденции президента России, к зданию суда и к учреждению, исполняющему наказание в виде лишения свободы.

10 января 2021 года вступают в силу изменения в федеральный закон № 54, вводящие новые ограничения для одиночных пикетов:
- Запрет (как и иных акций) проведения одиночного пикета у здания, занимаемого «экстренными оперативными службами», полный список которых устанавливается постановлением Правительства России;
- Суд может признать «пикетную очередь» (то есть смену одного пикетчика в одиночном пикете на другого) несогласованным публичным мероприятием.